# Président du Parlement des Tuvalu
Le président du Parlement des Tuvalu (en anglais : Speaker of the Parliament of Tuvalu) préside le Parlement des Tuvalu,.
Le salaire annuel du président est de 44 004 dollars australiens,.

## Liste des présidents
| No   | Nom                  | Mandat    | Notes  |
| ---- | -------------------- | --------- | ------ |
| 1    | Sione Tui Kleis (en) | 1976-1977 | [ 5 ]  |
| 2    | Tupua Leupena        | 1978-1978 | [ 6 ]  |
| 3    | Elia Tavita (en)     | 1978-1981 | [ 7 ]  |
| 4    | Vave Founuku (en)    | 1981-1989 | ,      |
| 5    | Kokea Malua (en)     | 1989-1993 | [ 9 ]  |
| 6    | Tomasi Puapua        | 1993-1998 | [ 12 ] |
| 7    | Tomu Sione           | 1998-2002 | [ 13 ] |
| 8    | Saloa Tauia (en)     | 2002-2003 | [ 14 ] |
| 9    | Faimalaga Luka       | 2003      | [ 15 ] |
| 10   | Otinielu Tausi       | 2003-2006 | [ 16 ] |
| 11   | Kamuta Latasi        | 2006-2010 | ,      |
| 12   | Isaia Italeli (en)   | 2010      | [ 18 ] |
| (11) | Kamuta Latasi        | 2010-2014 | [ 18 ] |
| (10) | Otinielu Tausi       | 2014-2019 | ,      |
| 13   | Samuelu Teo          | 2019-2024 | [ 23 ] |
| 14   | Iakoba Italeli       | 2024-     | [ 24 ] |